# 華沙穹
華沙穹（英語：Warszawa Dome）是南極洲的冰穹，位於南設得蘭群島的喬治王島西南部，海拔高度450米，在1980年由波蘭探險隊以該國首都命名，現時由南極條約體系管理。